# برج میلنیوم دبی
برج میلنیوم دبی (انگلیسی: Millennium Tower) ساختمان مسکونی ۶۰ طبقه مستقر در شهر دبی، امارات متحده عربی است، که در سال ۲۰۰۶ احداث گردید.